# Monika Lüke

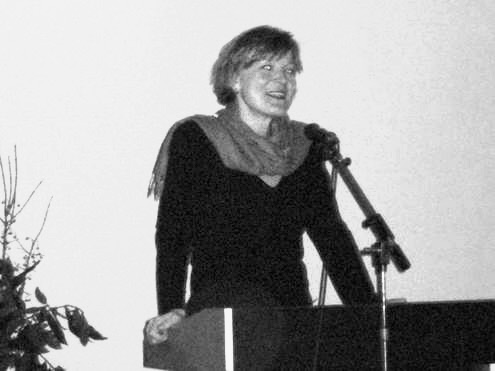
Monika Lüke (2009)

Monika Lüke (* 24. Januar 1969 in Bochum) ist eine deutsche Völkerrechtlerin und war bis Mai 2015 Integrationsbeauftragte des Landes Berlin.
Sie hat an der Berliner Humboldt-Universität über „Immunität staatlicher Funktionsträger bei schweren Menschenrechtsverletzungen“ promoviert und arbeitete dann in London für das britische Außenministerium bei der Umsetzung des Statuts für den Internationalen Strafgerichtshof. Sie arbeitete als Politikberaterin der Evangelischen Kirche im Bereich Migranten- und Flüchtlingsrechte in der Europäischen Union. Bei der Gesellschaft für Technische Zusammenarbeit wirkte sie ab 2005 als Projektkoordinatorin in Kenia und Kambodscha. Von 2009 bis 2011 war sie Generalsekretärin der deutschen Sektion von Amnesty International, als Nachfolgerin von Barbara Lochbihler und Vorgängerin von Wolfgang Grenz.
Im September 2012 wurde Monika Lüke zur Integrationsbeauftragten des Landes Berlin ernannt. Im Februar 2015 erklärte sie ihren Rücktritt von diesem Amt zum 31. Mai 2015. Sie wurde Leiterin eines bis 2018 laufenden Programmes der Gesellschaft für Internationale Zusammenarbeit (GIZ) für Arbeits- und Sozialstandards im Textil- und Bekleidungssektor in Asien. Seit September 2022 ist sie Verwaltungsdirektorin der Deutsche Gesellschaft für Auswärtige Politik.